# Blåkrog
Blåkrog (tysk: Blaukrug) ligger i Sønderjylland og er en bebyggelse bestående af to landsbyer Neder Blåkrog og Over Blåkrog ved Als Sund. Landsbyerne består af 5-10 ejendomme og med en afstand på 50 meter kaldes de ofte under ét "Blåkrog". De ligger midt imellem de større byer Aabenraa og Sønderborg. Blåkrog befinder sig i Aabenraa Kommune og hører til Region Syddanmark. 

## Christoffer Wilhelm Eckersberg
Guldaldermaleren Christoffer Wilhelm Eckersberg blev i 1783 født i Neder Blåkrog. Her boede han indtil 1786, hvor han med familien flyttede til nabobyen Blans, 3 kilometer sydøst for Blåkrog. Området omkring Blåkrog og Blans inspirerede ham til sine første billeder. Ud for den gamle kro i Neder Blåkrog er der rejst en mindesten, og på hans barndomshjem i Blans sidder en mindetavle "for den danske malerkunsts fader".
Tidligere tilhørte Blåkrog Varnæs Sogn i Lundtoft Kommune. Nu grænser den op til Sønderborg Kommune.
|  | Denne artikel om lokaliteten Blåkrog kan blive bedre, hvis der indsættes et (bedre) billede. Du kan hjælpe ved at afsøge Wikimedia Commons for et passende billede eller lægge et op på Wikimedia Commons med en af de tilladte licenser og indsætte det i artiklen. |

55°0′26″N 9°37′35″Ø / 55.00722°N 9.62639°Ø